# Unione Siciliana Cristiano Sociale
L'Unione Siciliana Cristiano-Sociale (USCS) era un partito politico, di ispirazione cattolica, fondato in Sicilia l'8 novembre 1958 da un gruppo di parlamentari regionali dissidenti democristiani guidato da Silvio Milazzo.

## Storia

### Nascita e governo con PCI e MSI
Il 23 ottobre 1958 Silvio Milazzo, deputato regionale della DC e segretario regionale del partito, venne eletto presidente della Regione dall'Assemblea Regionale Siciliana con i voti di una parte dei democristiani, comunisti, socialisti, monarchici e missini, in contrapposizione a Barbaro Lo Giudice, candidato ufficiale democristiano. Il 31 ottobre Milazzo costituì una giunta formata dalle forze politiche che lo avevano eletto, compresi PCI e MSI. Vice presidente fu Paolo D'Antoni, deputato del gruppo PCI, e assessori missini furono Dino Grammatico alla strategica Agricoltura ed Ettore Mangano all'Industria e commercio. A sostenere l'accordo l'allora segretario regionale comunista Emanuele Macaluso e il capogruppo del MSI Nino Buttafuoco.
Convocato a Roma dal consiglio dei probiviri del partito per discolparsi, Milazzo rifiutò di dimettersi e venne espulso dalla DC; dopo pochi giorni diede vita all'USCS; fu il primo esempio di rottura dell'unità dei cattolici in politica.
L'evento prese il nome di Milazzismo. L'operazione Milazzo, resa possibile dai cristiano-sociali nella Regione Siciliana, in nome dei superiori interessi dei siciliani, vide a più riprese unite destra ed sinistra, uscite dall'isolamento in cui erano tenute dalla politica delle forze democratiche di centro, dandosi reciprocamente sostegno per combattere i vertici romani della Democrazia Cristiana. Fu un governo che si contraddistinse per una serie di provvedimenti di discontinuità con il passato.

### Il secondo governo e lo scioglimento
Alle successive elezioni regionali del 7 giugno 1959 l'USCS ottenne il 10,6% dei voti e 10 seggi (su 90), ma la DC, nonostante la scissione, mantenne inalterata la sua percentuale di voti (38,6%). Milazzo formò due altri brevi governi, dove però non entrò più il MSI. Ebbe un sostegno variegato, dalle sinistre ai vertici di Sicindustria, allora guidata da Domenico La Cavera. Ideologi in quella fase furono Ludovico Corrao e l'ex deputato nazionale DC Francesco Pignatone. Il movimento poteva contare su un settimanale, L'Unione Siciliana (1959-1961).
L'esperimento di Milazzo entrò in crisi all'inizio del 1960, quando un suo esponente, Benedetto Majorana della Nicchiara, fu convinto dai maggiorenti Democrazia Cristiana ad accettare la carica di presidente della Regione (dove fu eletto il 23 febbraio), al posto di Milazzo, che poi nel dicembre 1962 si dimise anche dalla carica di deputato regionale. Alle politiche dell'aprile 1963 il partito presentò liste al Senato in alcuni collegi della Sicilia, e ottenne 13.187 voti, senza eleggere nessuno dei propri candidati. La lista del Partito Autonomista Cristiano Sociale, composta da ex componenti della USCS, ha invece ottenuto un seggio (Sergio Marullo Di Condojanni).
Alle successive elezioni regionali del 9 giugno 1963 l'USCS subì una severa sconfitta (0,8% dei voti e nessun seggio) e dopo poco tempo si sciolse di fatto.

## Risultati elettorali

### Elezioni regionali
| Elezione | Voti    | %    | Seggi  |
| -------- | ------- | ---- | ------ |
| 1959     | 257.023 | 10,6 | 9 / 90 |
| 1963     | 17.439  | 0,75 | 0 / 90 |

### Elezioni politiche
| Elezione       | Elezione | Voti   | %    | Seggi   |
| Politiche 1963 | Camera   | N.D.   | N.D. | N.D.    |
| -------------- | -------- | ------ | ---- | ------- |
| Politiche 1963 | Senato   | 13.187 | 0,05 | 0 / 315 |